# Middelkerke
Middelkerke – miejscowość i gmina (gemeente) uzdrowiskowa w północno-zachodniej Belgii, w Regionie Flamandzkim, w prowincji Flandria Zachodnia, w okręgu Ostenda. Liczy 19 855 mieszkańców (1 stycznia 2024). Leży na Wybrzeżu Belgijskim, nad Morzem Północnym.

## Podział administracyjny
W skład gminy wchodzi osiem dzielnic (deelgemeente):
- Leffinge
- Lombardsijde
- Mannekensvere
- Schore
- Sint-Pieters-Kapelle (Saint-Pierre-Capelle)
- Slijpe (Slype)
- Westende
- Wilskerke

## Współpraca
Miejscowości partnerskie:
- Büchenbeuren, Niemcy
- Clevedon, Anglia
- Épernay, Francja
- Ettlingen, Niemcy
- Rauschenberg, Niemcy
- Sohren, Niemcy
- Vresse-sur-Semois, Namur